# Cucumaria planci
Cucumaria planci är en sjögurkeart. Cucumaria planci ingår i släktet Cucumaria och familjen korvsjögurkor. Inga underarter finns listade i Catalogue of Life.

## Bildgalleri

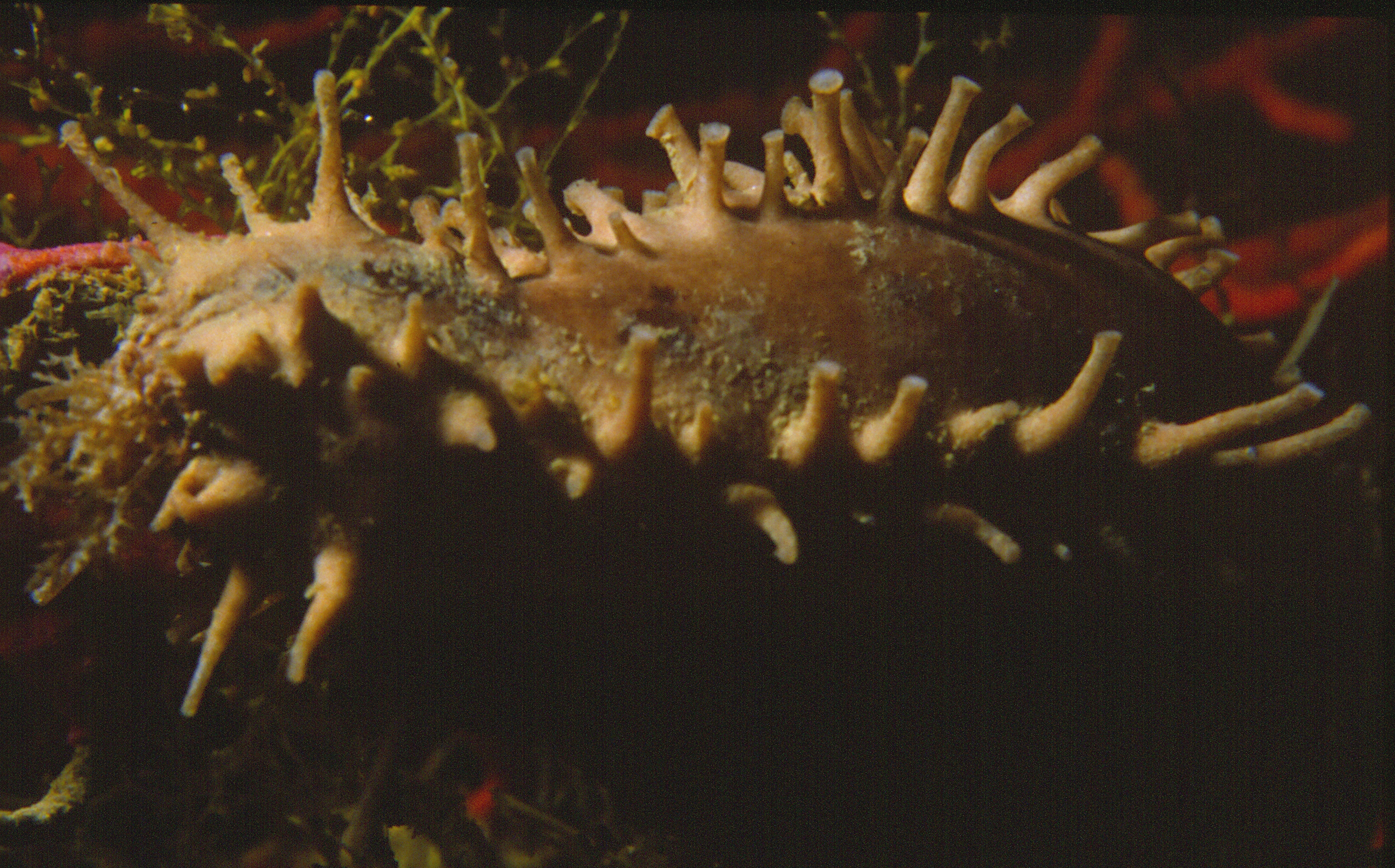
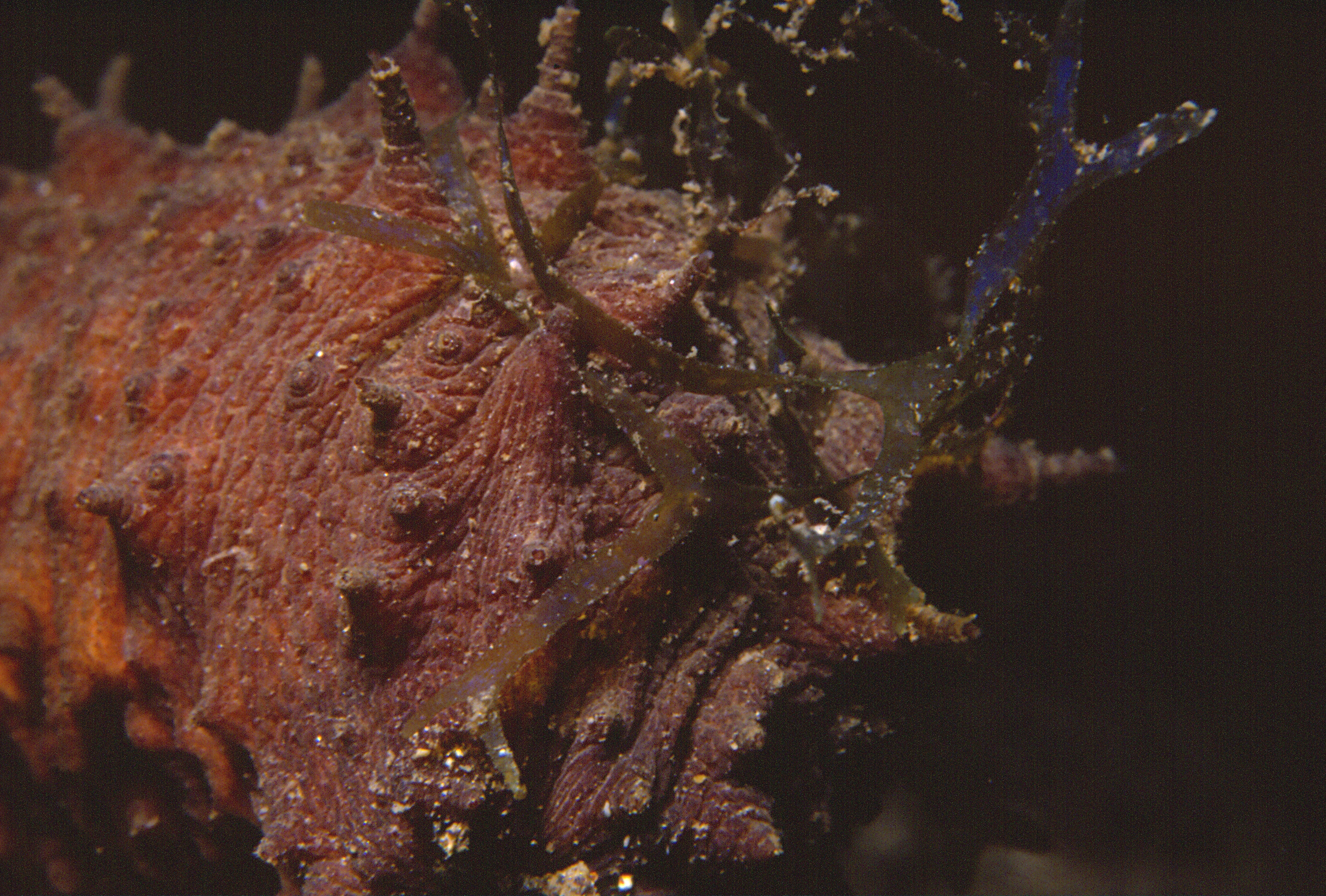